# Tragiella anomala
Tragiella anomala là một loài thực vật có hoa trong họ Đại kích. Loài này được (Prain) Pax & K.Hoffm. miêu tả khoa học đầu tiên năm 1919.